# Ben Neequays
Ben Neequays – ghański bokser, brązowy medalista igrzysk afrykańskich w Johannesburgu.

## Kariera amatorska
W 1999 roku zdobył brązowy medal podczas igrzysk afrykańskich w Johannesburgu. W półfinale pokonał go na punkty Mohamed Allalou, który zdobył srebrny medal.